# 312.
◄ | 3. stoljeće | 4. stoljeće | 5. stoljeće | ►
◄ | 280-ih | 290-ih | 300-ih | 310-ih | 320-ih | 330-ih | 340-ih | ►
◄◄ | ◄ | 309. | 310. | 311. | 312. | 313. | 314. | 315. | ► | ►►
Astronomija • Književnost • Kršćanstvo

## Događaji
- 28. listopada – Bitka kod Mulvijeva mosta, rimski car Konstantin pobjeđuje uzrupatora Maksencija; uvod u Milanski edikt i slobodu kršćanstva

## Vanjske poveznice
|  | Zajednički poslužitelj ima još gradiva o temi 312. |